# Новое Пальчиково
Новое Пальчиково — деревня в Заинском районе Татарстана. Входит в состав Поручиковского сельского поселения.

## География
Находится в восточной части Татарстана на расстоянии приблизительно 16 км на юго-запад по прямой от железнодорожной станции города Заинск у речки Сарапала.

## История
Основана в начале XX века. Упоминалась также как хутор Пальчиково-Нератовский.

## Население
Постоянных жителей было: в 1913—106, в 1920—108, в 1926—193, в 1938—153, в 1949—132, в 1958—101, в 1970 — 48, в 1979 — 33, в 2002 — 4 (чуваши 75 %), 8 в 2010.